# Concerto per oboe (A. Marcello)
Il Concerto in Re minore per oboe, archi e basso continuo di Alessandro Marcello (1673 -1747) è un importante brano del tardo barocco italiano, forse il più noto dell'eclettico compositore veneziano, grazie anche a una trascrizione per clavicembalo fatta da Bach nel 1714 circa (BWV 974): in particolare il secondo movimento, “Adagio”, gode di antica fama, rinnovata nel 1970 dall'uscita di due film di grande successo internazionale, l'americano Fragole e sangue e l'italiano Anonimo veneziano, che l'inserirono nella rispettiva colonna sonora, poi seguiti da tanti altri.

## Storia
L'Autore lo scrisse verso il 1708, probabilmente nella propria città, ma fu pubblicato per la prima volta ad Amsterdam nel 1717 circa da Jeanne Roger, figlia dell'editore Estienne Roger. Catalogato da Eleanor Selfridge-Field S D935, il concerto è stato per molto tempo erroneamente attribuito ad altri musicisti, in particolare i veneziani Antonio Vivaldi e Benedetto Marcello, fratello minore – ma più famoso – di Alessandro. 
Negli anni '90 del Novecento vari studiosi convennero infine che l'autore sia proprio Alessandro Marcello, in una delle poche occasioni dove usò il proprio nome invece dello pseudonimo “Eterio Stinfalico”, come faceva quasi sempre, sia nella produzione musicale sia in quella letteraria. 

## Struttura
Composto per oboe solo, due violini, viola e basso continuo, secondo la struttura tipica dell'epoca il Concerto ha tre movimenti: “Andante e spiccato” (3/4), “Adagio” (4/4) e “Presto” (3/8); l'esecuzione dura complessivamente una decina di minuti.
Dell'opera esistono varie versioni, a stampa e manoscritte, una anche in Do minore (S.Z799), ritenuta una trascrizione di Benedetto Marcello.

## Cinema e tv
Nei già citati Fragole e sangue e Anonimo veneziano, distribuiti nel 1970 a distanza di pochi mesi, il secondo movimento (Adagio) è proposto, rispettivamente, in un originale adattamento per chitarra, e trascritto e diretto da Giorgio Gaslini. 
Da notare che il titolo Anonimo veneziano del film di Enrico Maria Salerno, riferito al brano portante, è dovuto al dubbio - ancora perdurante all'epoca - sulla paternità della composizione, incerta fra i due fratelli Marcello.
Nel 1971, in Italia, sul tema reso noto da quella pellicola scrissero una canzone Giancarlo Bigazzi ed Enrico Polito: Adagio veneziano, incisa da Massimo Ranieri, che la portò a Canzonissima quello stesso anno. A sua volta questa canzone è stata ripresa dal rapper Travis Scott nel disco Jackboys 2 del 2025.
Per il tono toccante e malinconico, l'”Adagio” è stato poi inserito nella colonna sonora di molti altri film, fra i quali: L'olio di Lorenzo (1992); Il socio (1993); Pocahontas - La leggenda (1995); La casa della gioia (2000); Lezioni d'amore (2008), dov'è eseguita una versione per pianoforte; Lady Jane (2008); come leit motiv nel franco-tedesco Undine - Un amore per sempre (2020); da Steven Spielberg nell'autobiografico The Fabelmans (un adattamento della trascrizione di Bach, curato da John Williams, suonato integrale al piano, poi di nuovo citato). 
Ispirò anche la prima sigla dell'emittente televisiva francese Antenne 2, con gli “uomini volanti” disegnati da Jean-Michel Folon, usata in apertura e chiusura delle trasmissioni, dal 1975 al 1983.
Lo struggente brano si trova poi in diverse serie televisive straniere, come Skeppsholmen (2003), Degrassi: The Next Generation (2013), La sonata del silencio (2016), Sharp Objects (2018) e altre. 
Il terzo movimento del concerto è invece utilizzato nel film Il ladro dell'arcobaleno (1991).